# Cromer
Koordinaten: 52° 55′ 52″ N, 1° 18′ 5″ O

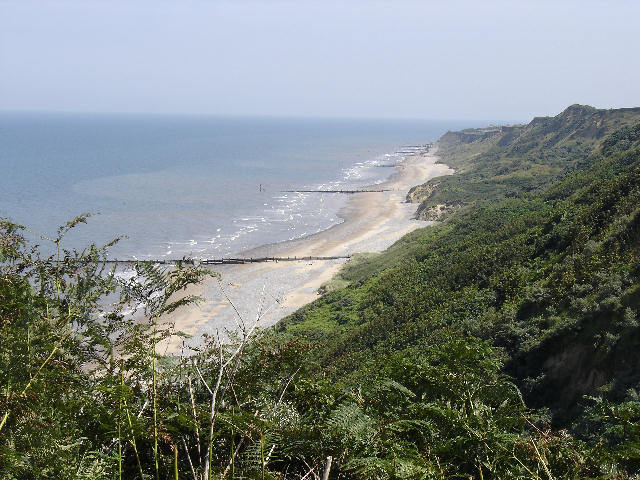
Strand von Cromer

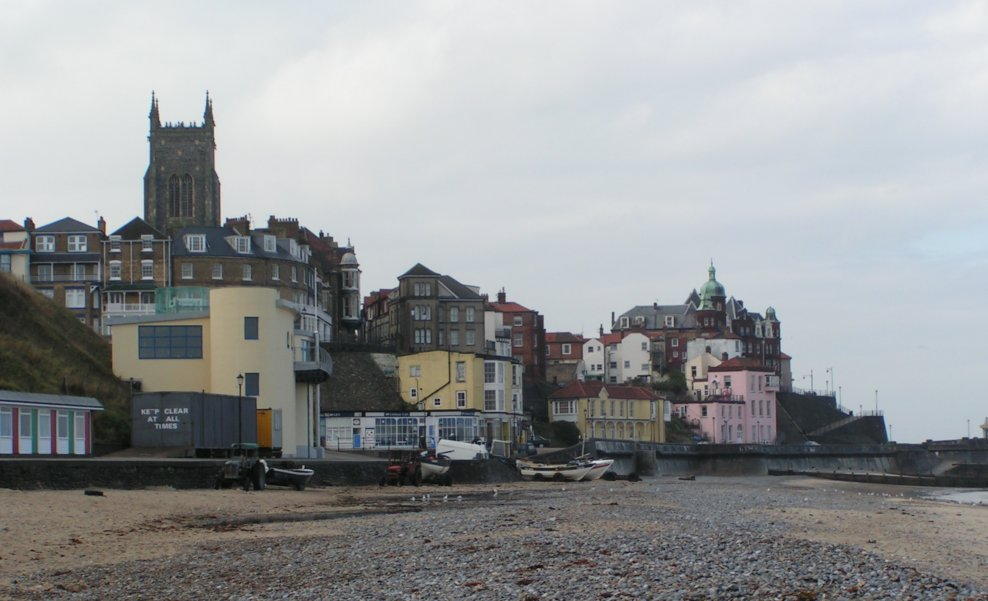
Cromer

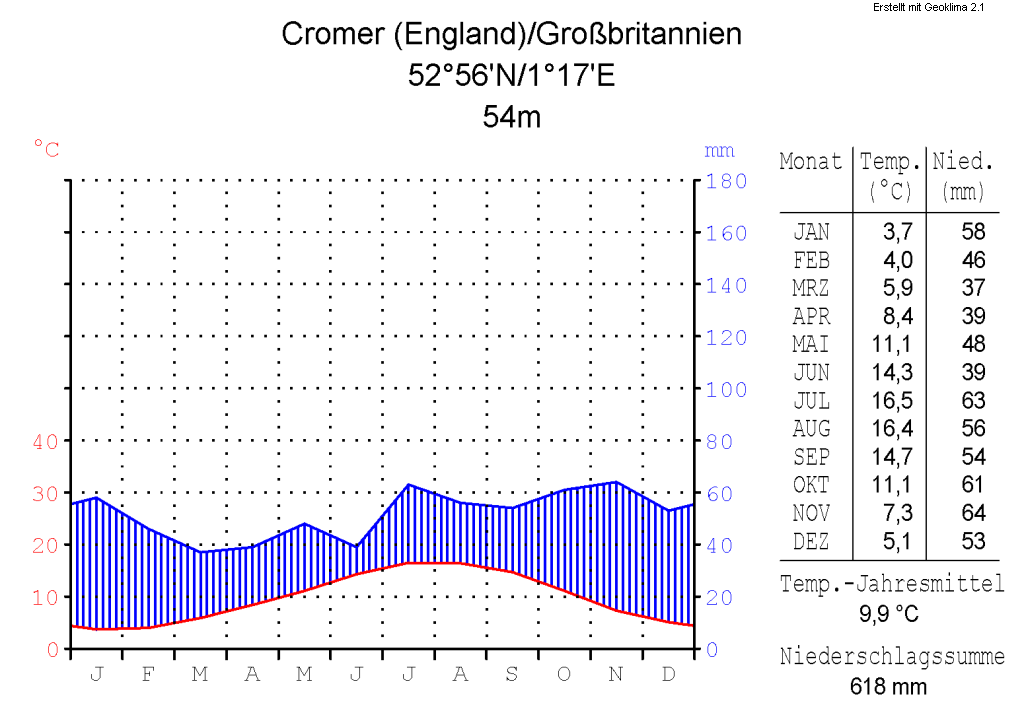
Klimadiagramm von Cromer

Cromer ist eine Küstenstadt mit etwa 7.800 Einwohnern an der Nordküste der Grafschaft Norfolk, England mit einem spätviktorianischen Pier. Die Stadt stand Pate für die geologische Epoche Cromerium (auch: Cromer-Warmzeit) vor ca. 800.000 bis 480.000 Jahren.

## Geschichte
Cromer wird im so genannten Domesday Book aus dem Jahre 1086 nicht erwähnt. Dies Buch stellte eine Bestandsaufnahme englischer Besitztümer und Ansiedlungen zur damaligen Zeit dar. Allerdings sind zwei Siedlungen in diesem Gebiet erwähnt, Shipden-juxta-mere und Shipden-juxta-Felbrigg. Es wird vermutet, dass das heutige Cromer mit seiner Kirchengemeinde von St. Peter and Paul auf dem Gebiet der Siedlung Shipden-juxta-Felbrigg errichtet wurde. Das andere Shipden befindet sich heutzutage etwa 400 m nordöstlich des Cromer-Piers im Meer. Bis zum Jahre 1888 war dieser versunkene Ort noch zu lokalisieren, weil dort ein Fels aus dem Meer ragte, der so genannte „Church Rock“. Nachdem ein Schiff dort gestrandet war, ist dieser Fels allerdings gesprengt worden.
Im frühen 19. Jahrhundert entwickelte sich Cromer zum Ferienort, den besonders die reichen Bankerfamilien aus Norwich gerne als Sommerurlaubsort aufsuchten. Im Jahre 1883 kam der Londoner Journalist im Auftrag der Great Eastern Railway nach Cromer und verfasste einige Artikel über die Gegend. Seine Darstellungen der Küstenregion, die er als „Mohnregion“ bezeichnete, fanden im ganzen Land Beachtung und führten schließlich dazu, dass die Zahl der Besucher stetig anstieg. Der Name bezog sich auf die unzähligen Mohnblumen die dort bis heute entlang den Straßen und auf den Wiesen wachsen. Dies sind die Auswirkungen des Opiummohns, der in dieser Gegend Norfolks früher kommerziell angebaut worden war.

## Eisenbahn
Die erste Eisenbahnstrecke erreichte den Ort im Jahre 1877 und 10 Jahre später wurde bereits ein zweiter Bahnhof eröffnet. Es gab direkte Verbindungen nach London, Manchester, Leicester, Birmingham, Leeds und Sheffield. Sogar der spätere König Edward VII. kam damals aus London, um in Cromer Golf zu spielen. Im Royal Cromer Golf Club wird noch heute der Prince of Wales Cup ausgespielt. Heutzutage gibt es allerdings nur noch einen Zubringerzug nach Norwich.

## Sehenswürdigkeiten
Im Zentrum der Stadt steht die aus dem 14. Jahrhundert stammende Kirche St. Peter und St. Paul. Sie wurde nach ihrem Verfall Ende des 19. Jahrhunderts wieder aufgebaut und verfügt über einen 48 m hohen Glockenturm.
Der heutige Cromer Pier stammt aus dem Jahr 1902, steht unter Denkmalschutz und ist 140 m lang. Auf ihm befinden sich u. a. die Cromer Lifeboat Station und das Pavillion Theater. Der Pier muss wegen Beschädigungen durch Sturmfluten und Schiffskollisionen wiederholt repariert werden. Erste urkundliche Erwähnung findet ein Pier in Cromer im Jahre 1391. Im 19. Jahrhundert wurde der Pier aufgrund von Zerstörungen mehrfach in Eisen- und Holzkonstruktionen errichtet.
Am Strand befindet sich das Henry Blogg Museum. Mit ihm wird der meist dekorierte Seenotretter in der Geschichte der RNLI geehrt.

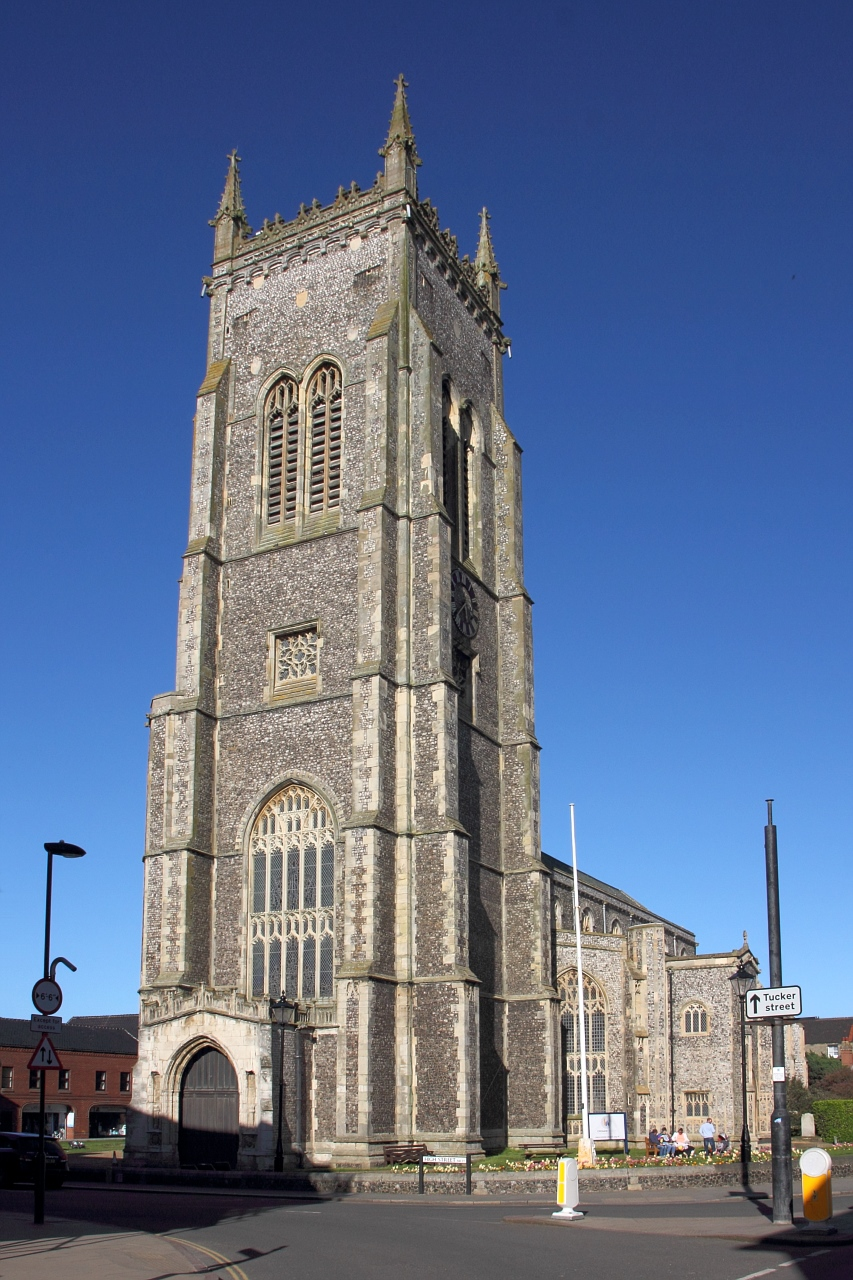
St. Peter und St. Paul Kirche in Cromer
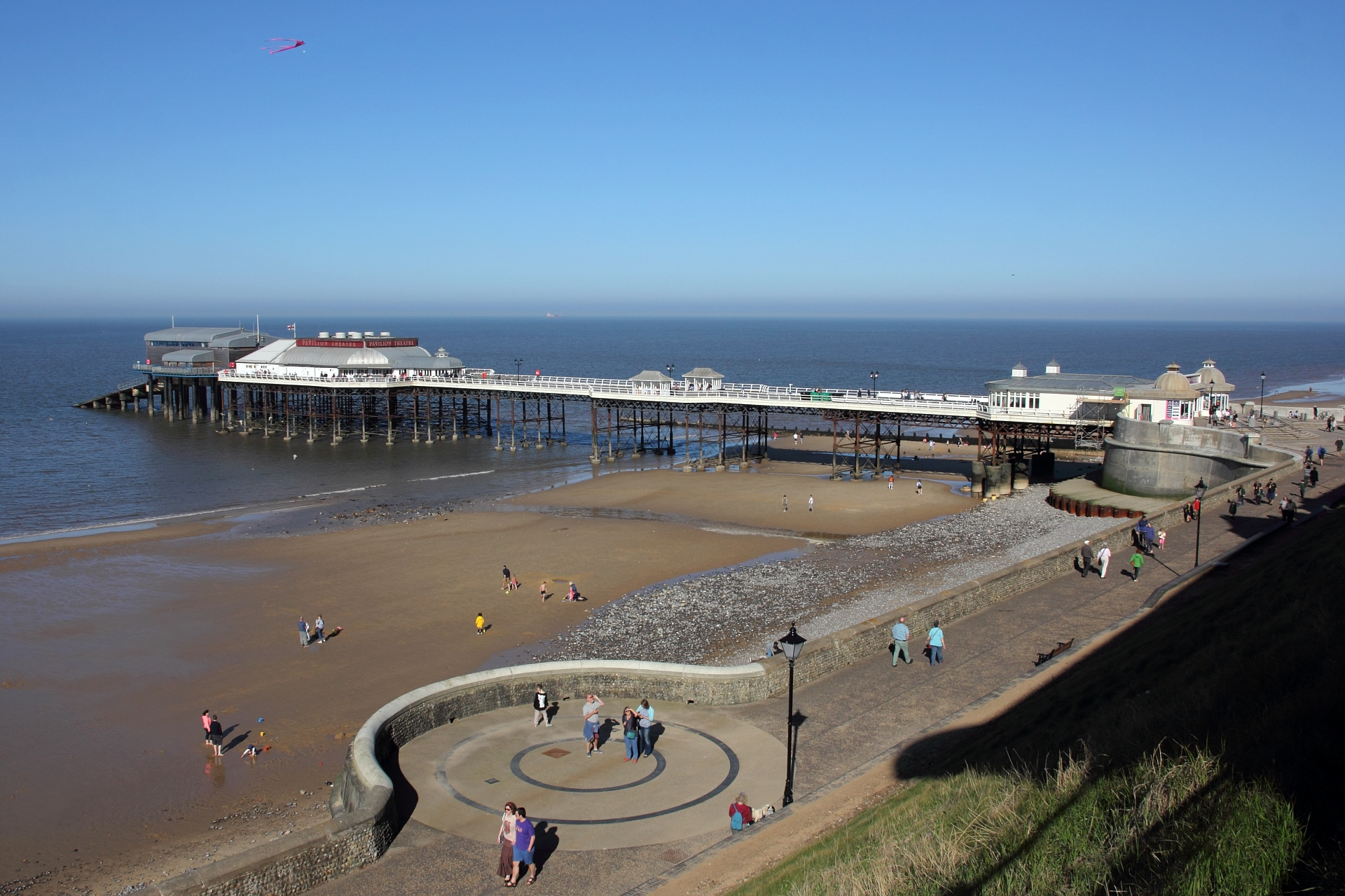
Cromer Pier
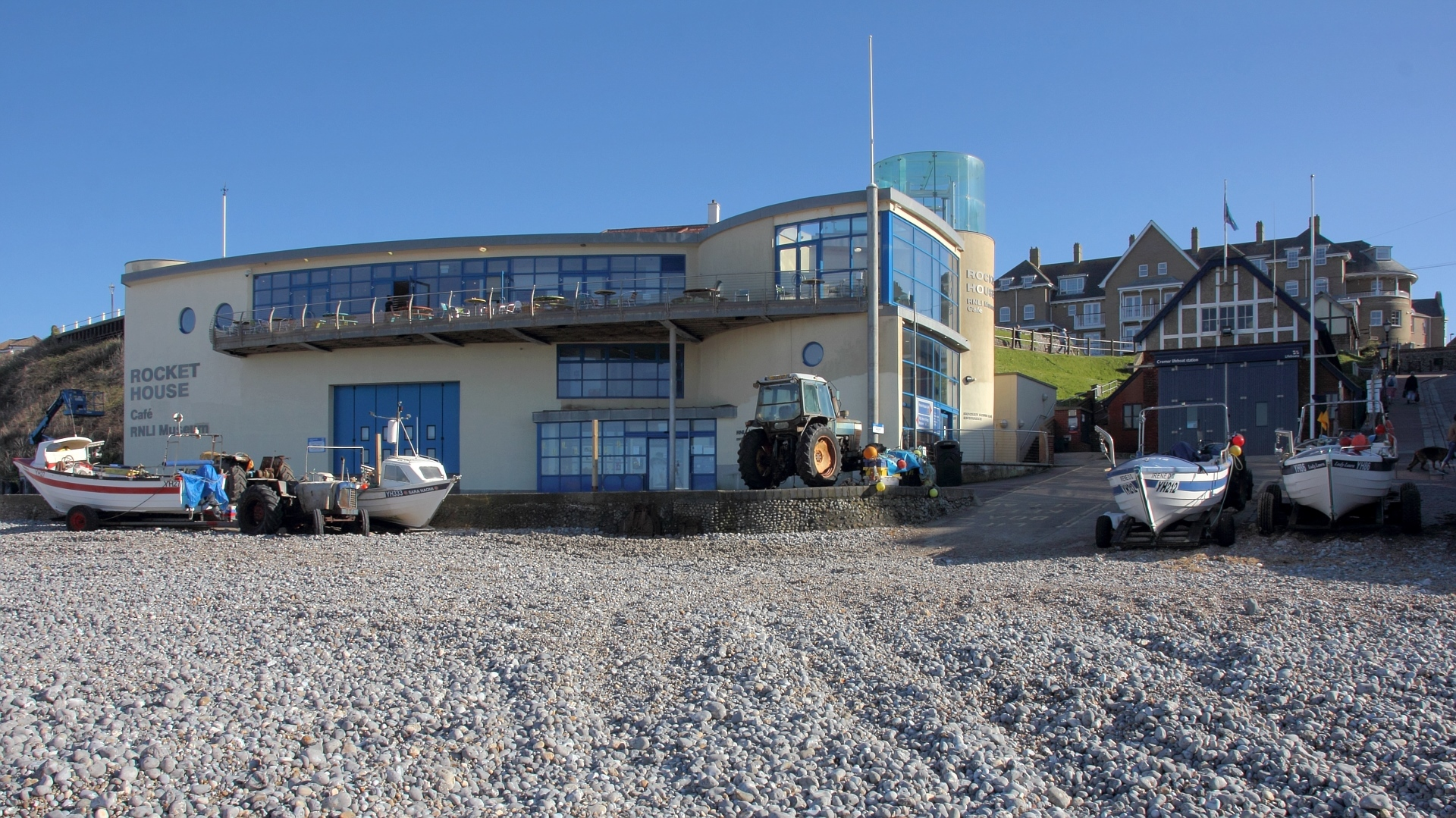
Henry Blogg Museum der RNLI in Cromer
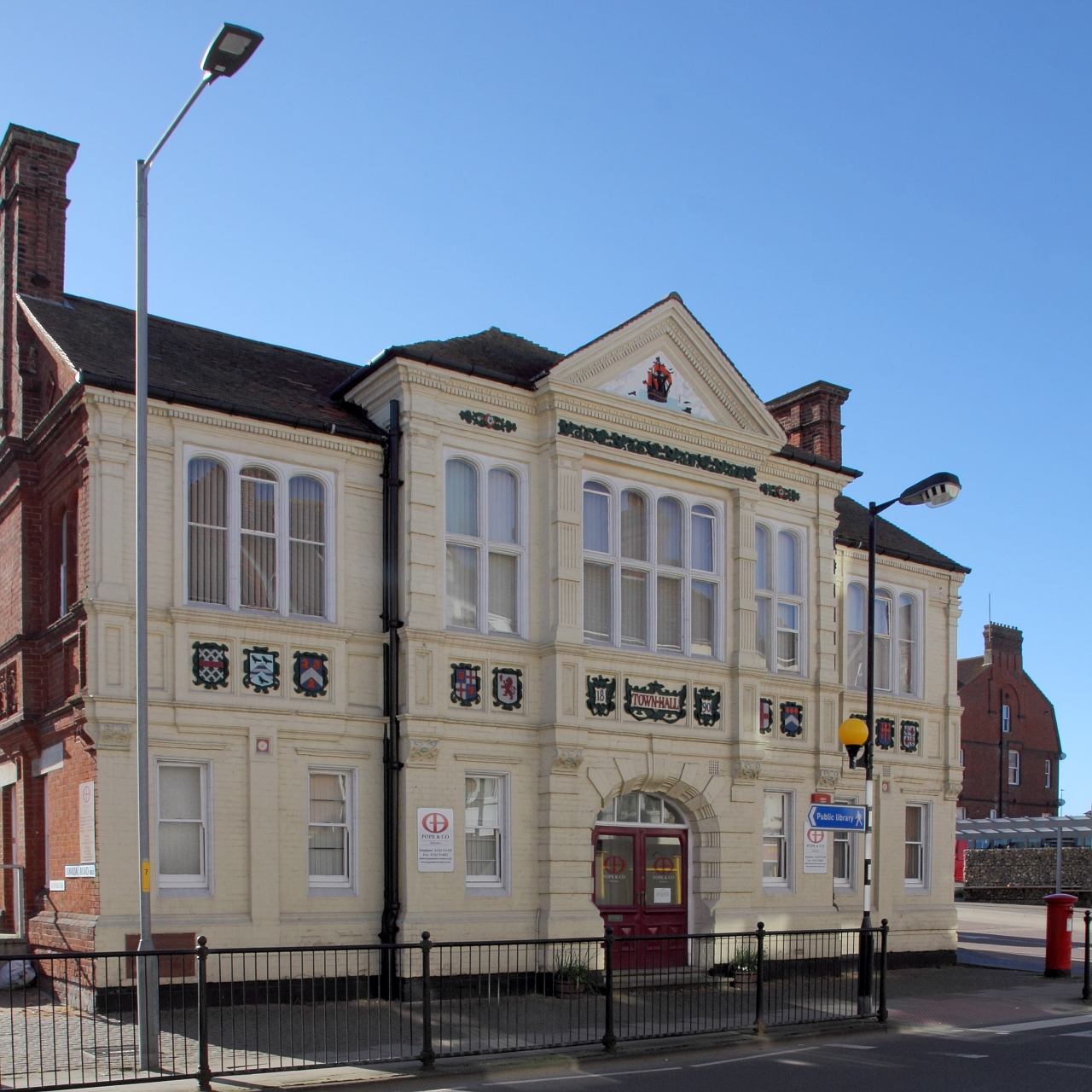
Das ehemalige Rathaus von Cromer

## Spezialitäten
Die Stadt ist berühmt für ihre „Cromer Krabbe“, die eine Haupteinnahme für die örtlichen Fischer darstellt. Die Krabbe ist eine Delikatesse und wird von einigen Restaurants direkt nach Einlauf der Fischerboote gekauft und zubereitet. Im Laufe der Jahrhunderte entwickelte sich die Stadt immer mehr zur Fischfangstation. Es kann mittlerweile während des gesamten Jahres gefischt werden. Krabben und Hummer im Sommer, Heringe im Herbst und Kabeljau im Winter. Während  der Strand im 19. Jahrhundert von Fischerbooten überfüllt war, gibt es heute im Ort gerade noch 10 Fischerboote.

## Rettungsbootstation

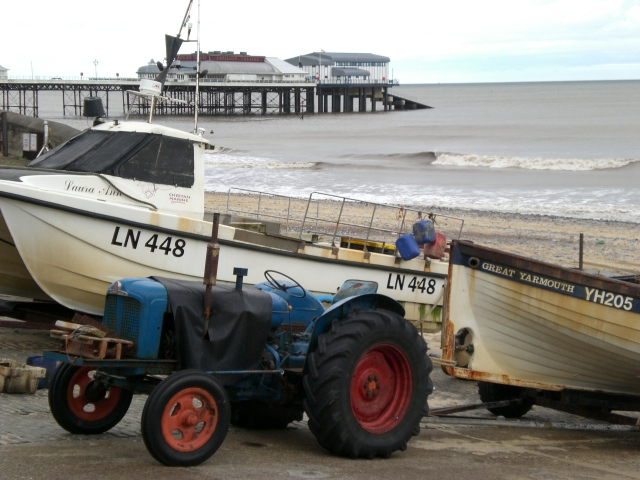
Der Pier vom Henry-Blogg-Museum aus gesehen.

Die Fischer sind auch berühmt als Besatzungen der beiden Rettungsboote der Stadt. Der bekannteste Seeretter war Henry Blogg, der dreimal die Goldmedaille der königlichen Seerettungsgesellschaft für sein Heldentum verliehen bekam. Zusätzlich erhielt er noch viermal die Silbermedaille. Die Cromer-Rettungsbootstation wurde 1804 gegründet und war die erste Station in Norfolk. Im 19. Jahrhundert waren dort sehr viele Ruderboote entlang der Küste stationiert. 1920 wurde eine feste Station in der Nähe des Piers gebaut und ein Motorboot angeschafft, um leichter über die Wellen zu kommen. Durch eine Reihe von berühmten Rettungsaktionen zwischen 1917 und 1941 wurde Cromer und seine Rettungsstation landesweit bekannt. Heutzutage muss das Rettungsboot durchschnittlich noch einmal im Monat tätig werden, nicht zuletzt deshalb weil die nächsten Häfen  (Great Yarmouth 40 Meilen, Wells 25 Meilen) so weit entfernt sind und Boote von dort aus nicht rechtzeitig eingreifen könnten.

## Persönlichkeiten
- Ethel Williams (1863–1948), Medizinerin und Frauenrechtlerin
- Joan Olive Chissell (1919–2007), Schriftstellerin und Musikkritikerin
- Gillian Shephard, Baroness Shephard of Northwold (* 1940), Politikerin (Conservative Party)
- James Dyson (* 1947), Designer, Erfinder und Unternehmer